# أكوبو
أكوبو بلدة سودانية واقعة في جنوب شرق السودان وتابعة لولاية جونقلي. يبلغ عدد سكانها ما يقارب من 3000 نسمة.

## الحكم
المسؤول على أكوبو هو «جوي  جويول يول». ونتيجة إحصاءات السودان الرسمية لأكوبو قاطعتها حكومة جنوب السودان والتي بلغت 136,210 نسمة. فإن أكوبو هي أكثر مناطق العالم مجاعة.

## مواصلات
وسيلة المواصلات الرئيسية مع العالم هي مطار أكوبو.

## مدارس ومستشفيات
لمقاطعة أكوبو عيادة طبية أنشئت عام 1911 ومستشفى بني بين عامي 1976 و1983. كما أن أكوبو فيها مدرسة متوسطة واحدة وثلاثة ابتدائية.

## أحداث قريبة
أكوبو كانت موقعا لمذبحة طالت 185 امرأة وطفل، وذلك في أغسطس 2009.

## وصلات خارجية
1. ↑  GeoNames (بالإنجليزية), 2005, QID:Q830106
2. ↑  Peter Martell, "Horrors of South Sudan massacre", BBC News, 10 August 2009 نسخة محفوظة 12 مارس 2020 على موقع واي باك مشين.